# Heteromesus greeni
Heteromesus greeni is een pissebed uit de familie Ischnomesidae. De wetenschappelijke naam van de soort is voor het eerst geldig gepubliceerd in 1905 door Walter Medley Tattersall.